# Dominik Simon
Dominik Simon (* 8. August 1994 in Prag) ist ein tschechischer Eishockeyspieler, der seit September 2024 erneut beim HC Plzeň 1929 aus der tschechischen Extraliga unter Vertrag steht. Zuvor verbrachte der linke Flügelstürmer insgesamt über fünf Jahre in der Organisation der Pittsburgh Penguins und spielte zwischenzeitlich eine Saison bei den Calgary Flames sowie kurzzeitig bei den Anaheim Ducks in der National Hockey League (NHL).

## Karriere
Simon durchlief die Nachwuchsabteilung des tschechischen Traditionsklubs HC Sparta Prag aus seiner Heimatstadt. Im Verlauf der Saison 2012/13 debütierte der damals 18-Jährige in der Extraliga für die Profimannschaft. Zudem kam er in der zweitklassigen 1. Liga für den HC Stadion Litoměřice zum Einsatz. Beim CHL Import Draft 2013 wurde er von den Océanic de Rimouski an insgesamt 48. Position gezogen, blieb aber in Prag. Im Sommer 2014 verließ der Stürmer seinen Heimatklub und wechselte innerhalb der Extraliga zum HC Plzeň 1929, wo ihm mit 30 Scorerpunkten in 52 Einsätzen der Durchbruch gelang. Anschließend wurde er im KHL Junior Draft 2015 an vierter Position von Lokomotive Jaroslawl berücksichtigt, womit er zum am höchsten gewählten Europäer seit Aleksander Barkov wurde.
Mit seinen Leistungen hatte Simon auch die Franchises der National Hockey League auf sich aufmerksam gemacht, woraufhin er im NHL Entry Draft 2015 in der fünften Runde an 137. Position von den Pittsburgh Penguins ausgewählt wurde. Diese statteten ihn nur wenige Wochen später mit einem Vertrag aus und holten ihn in ihr Farmteam, die Wilkes-Barre/Scranton Penguins, aus der American Hockey League. Dort verbrachte der Angreifer in den folgenden beiden Spielzeiten den Großteil der Saison, kam in diesem Zeitraum aber auch zu fünf Einsätzen in der NHL. Im Verlauf der Spielzeit 2017/18 gelang es Simon schließlich, sich im NHL-Kader zu etablieren.
Nach fünf Jahren in Pittsburgh wurde sein auslaufender Vertrag nach der Spielzeit 2019/20 nicht verlängert, sodass er sich im Oktober 2020 als Free Agent den Calgary Flames anschloss. In gleicher Weise kehrte er im Juli 2021 zu den Pittsburgh Penguins zurück. Diese gaben ihn jedoch im März 2022 samt Zach Aston-Reese, den NHL-Rechten an Nachwuchstorhüter Calle Clang sowie einem Zweitrunden-Wahlrecht im NHL Entry Draft 2022 an die Anaheim Ducks ab. Im Gegenzug erhielten die Penguins Rickard Rakell, von dessen Gehalt Anaheim weiterhin 35 % übernahm.
Nachdem der Vertrag des Stürmers nicht über die Saison hinaus verlängert worden war, kehrte er im September 2022 in seine tschechische Heimat zurück. Dort schloss sich Simon für eine Spielzeit seinem Ausbildungsverein Sparta Prag an. Anschließend war er in der Spielzeit 2023/24 für den HC České Budějovice aktiv, bevor der Stürmer im September 2024 erneut innerhalb der Extraliga wechselte und sich dem HC Plzeň 1929 anschloss.

### International
Für sein Heimatland kam der Stürmer im Juniorenbereich bei zahlreichen Turnieren zum Einsatz. So bestritt er das Eishockeyturnier des Europäischen Olympischen Winter-Jugendfestivals 2011, das Ivan Hlinka Memorial Tournament 2011, die World Junior A Challenge 2011 sowie die U18-Junioren-Weltmeisterschaft 2012 und die U20-Junioren-Weltmeisterschaft 2014. Eine Medaille konnte Simon dort allerdings nicht gewinnen.
Für die tschechische A-Nationalmannschaft gab er im Rahmen der Euro Hockey Tour 2014/15 sein Debüt und bestritt in der Folge mit der Weltmeisterschaft 2015 sein erstes großes internationales Turnier. Auch 2019 nahm er an der Weltmeisterschaft teil. Bei der Weltmeisterschaft 2022 in Finnland gewann Simon mit dem tschechischen Team die Bronzemedaille.

## Erfolge und Auszeichnungen
- 2016 Teilnahme am AHL All-Star Classic
- 2022 Bronzemedaille bei der Weltmeisterschaft

## Karrierestatistik
Stand: Ende der Saison 2024/25

### International
Vertrat Tschechien bei:
| - Europäisches Olympisches Winter-Jugendfestival 2011 - Ivan Hlinka Memorial Tournament 2011 - World Junior A Challenge 2011 - U18-Junioren-Weltmeisterschaft 2012 | - U20-Junioren-Weltmeisterschaft 2014 - Weltmeisterschaft 2015 - Weltmeisterschaft 2019 - Weltmeisterschaft 2022 |

(Legende zur Spielerstatistik: Sp oder GP = absolvierte Spiele; T oder G = erzielte Tore; V oder A = erzielte Assists; Pkt oder Pts = erzielte Scorerpunkte; SM oder PIM = erhaltene Strafminuten; +/− = Plus/Minus-Bilanz; PP = erzielte Überzahltore; SH = erzielte Unterzahltore; GW = erzielte Siegtore; 1 Play-downs/Relegation; Kursiv: Statistik nicht vollständig)